# Offspring (film 2009)
Offspring è un film del 2009 diretto da Andrew van den Houten e basato sull'omonimo romanzo di Jack Ketchum, il secondo della "Dead River Series" di questo autore, iniziata con Off Season nel 1980 e proseguita nel 2011 con il terzo titolo, The Woman, scritto a quattro mani con il regista Lucky McKee.

## Trama
La piccola località rurale di Dead River, ai confini con il Canada, è sconvolta dal verificarsi di una serie di omicidi che si riveleranno perpetrati dalla discendenza di una banda di cannibali già insediatasi nelle foreste del Maine dal 1858. 
Le indagini sono affidate all'ex sceriffo George Chandler che, esperto del modus operandi dei selvaggi per aver dato loro la caccia anni prima, cercherà di individuare la tana dei cannibali mentre questi si lanceranno all'attacco della casa degli Halbard con l'obiettivo principale di rapire la loro bambina appena nata, per allevarla e assicurare così la sopravvivenza della “specie”.

## Curiosità
Il soggetto ricalca la leggenda di Sawney Bean, capostipite di una famiglia di cannibali che funestò la Scozia nel XV sec. All'omonimo romanzo di Ketchum, del 1991, sembra ispirato il quinto episodio della prima stagione di X-Files intitolato Il Diavolo del Jersey, del 1993.